# 207 Dywizja Piechoty (III Rzesza)
207 Dywizja Piechoty (niem. 207. Infanterie-Division) – niemiecka dywizja z czasów II wojny światowej, uczestniczyła w agresji na Polskę.
Sformowana przez dowództwo Landwehry w Stargardzie na mocy rozkazu z 26 sierpnia 1939, w 3. fali mobilizacyjnej w rejonie Stargardu w II Okręgu Wojskowym. W 1939 roku w składzie XIX Korpusu Armijnego uczestniczyła w agresji na Polskę. 
15 marca 1941 przekształcono ją w 207 Dywizję Bezpieczeństwa (niem. 207 Sicherungs-Division). Żołnierze 207 DP  dopuszczali się maltretowania lub zabijania jeńców.

## Dowództwo dywizji
Dowódca:
- gen. mjr/gen. por. Karl von Tiedemann – 26 sierpnia 1939 do 15 marca 1941

Szef sztabu:
- ppłk Horst von Zitzewitz (w czasie ataku na Polskę[4])

## Struktura organizacyjna
Skład w czasie agresji na Polskę w 1939 roku:
- 322., 368. i 374. pułk piechoty,
- 207. pułk artylerii,
- 207. batalion pionierów (saperów),
- 207. oddział przeciwpancerny,
- 207. oddział łączności.